# Stazione di Ostuni
La stazione di Ostuni è la stazione ferroviaria della linea Adriatica posta nel territorio dell'omonimo comune.

## Servizi
La stazione dispone di:
- Biglietteria automatica
- Bar
- Edicola
- Servizi igienici